# Адай-хан
Адай-хан (1390—1438) — великий хан Монгольской империи из династии Северная Юань (1425—1438).

## Биография
До своего вступления на ханский трон Адай был предводителем племенного подразделения Хорчин и соправителем восточномонгольского правителя Аргутая. В 1425 году разгромил в битве и умертвил Ойрадай-хана. Адай занял ханский престол под именем Адай-хана и объявил себя сыном монгольского хана Оруг Тэмур-хана. Аджай-тайджи, сын Элбэг-хана, со своими сыновьями откочевал от ойратов к Адай-хану и склонил последнего к войне против ойратов. Адай-хан возвысил Аджая и утвердил за ним звание тайджи. Правой рукой и соправителем Адай-хана стал тайджи Аргутай. После смерти Аджай-тайджи Адай-хан усыновил его трех сыновей: Тайсуна, Агбарджина и Мандуула (Мандугули).
Поход Адай-хагана, Аргутая и Аджая на ойратов (1425) увенчался полным успехом. Ойраты были разгромлены в сражении при Бор-Нохой-Зун, тайши Батула Махмуд пал в бою, его сын Тогон попал в плен. Аргутай советовал Адай-хану убить Тогона, но за последнего заступилась его мать Самур-гунчжи, и Адай-хан сохранил ему жизнь. Позднее Адай освободил из плена Тогона и вернул ему управление ойратами как своему вассалу. Между прочим, Адай-хан захватил среди ойратов Олджайту-гоа, жену покойного Элбэг-хана, и сам женился на ней. Очевидно, этот брак существенно укреплял его права на хаганский (каганский) престол. Тогон-тайша поднял восстание против Адай-хана. Тогон вытеснил Аргутая в 1433 году за Большой Хинганский хребет. В 1434 году ойраты убили тайшу Аргутая на западе от Баоту. В 1436—1437 годах восточно-монгольский хан Адай-хан потерпел два поражения от китайской армии. Адай-хан вел неудачную борьбу с ойратами и погиб от рук своих пасынков Тайсун-хана и Агбарджина.